# Зелкин, Александр
Александр Зелкин (фр. Alexandre Zelkine — Зелькин; 14 февраля 1938, 3-й округ Лиона — 3 декабря 2022, Ле-Ман), часто указан как Саша Зелкин, исполнитель народной музыки и песен на французском, идише, русском и других языках, пик популярности которого пришёлся на 1960-е и начало 1970-х годов в Северной Америке. Позднее стал известен как проектировщик миниатюрных железных дорог.

## Биография
Александр Зелкин родился в Лионе — его отец происходил из России и осел во Франции в 1928 году, мать была француженкой. Увлекался музыкой и фотографией. В 14 лет научился играть на гитаре, занимался вокалом с матерью. Затем совершил путешествие по Балканам (в частности, на поезде), Италии, Афганистанy, Алжирy. Жил два года в Израиле, один год в Нью-Йорке, и наконец в январе 1966 года обосновался в Монреале .
В 1965 году на нью-йоркской студии Audio Fidelity Александр записывает свою первую пластинку, сразу принёсшую ему известность, — Sasha Sings Folk Songs Of Russia, с русским и цыганским фольклором. Он играет на балалайке. В 1966 году, уже в Канаде, выходит новый альбом под названием Alexander Zelkine (Capitol Records), в котором собраны песни на французском, идише, испанском и русском языках. В том же году Александр принял участие в 24-м выпуске фолк-музыкального телешоу Пита Сигера Rainbow Quest. Третий альбом, под названием Vol. 2 (Capitol Records), был выпущен в следующем 1967 году.
В 1969 году на Smithsonian Folkways выходит альбом Alexander Zelkin Sings Meadowland and Other Russian Songs, Old and New с совершенно новым русскоязычным материалом. А после возвращения французскому языку статуса официального в провинции Квебек тот же лейбл выпускает в 1970 году сборник песен La Belle Province: Québec: French-Canadian Folk Songs в исполнении Александра Зелкина и Дениз Берар..
Затем Александр Зелкин подписал контракт с United Artists Records на альбомы Pessimiste (1973) и L’otage (1974). На пластинке Pessimiste с Зелкиным записались два на то время малоизвестных, а впоследствии знаменитых артиста: Жиль Валикетт (образца его второго альбома) и Ришар Сегуин (образца своей дебютной пластинки). В работе над Pessimiste также принял участие композитор Ришар Грегуар, задолго до своей продолжительной карьеры в кино и на телевидении (1979—2002); и Эдмон Баду, перед основанием группы Sukay (1975—1999).
В 1974 году Зелкин открыл для себя мир железнодорожного моделизма. Переходя к другим профессиональным занятиям, он создаёт несколько сетей миниатюрных поездов в своих будущих домах. Александр также реализует уменьшенные модели, которые будут замечены Model Railroader и Loco Revue. Мир поездов интересовал его ещё в детстве: в возрасте десяти лет он получил в подарок от отца поезд JEP, но Александра интересовали уже в то время уменьшенные модели, отличающиеся от его игрушечного поезда.
Попрактиковавшись на пяти миниатюрных сетях в типоразмере H0, с 1984 года Зелкин специализировался в масштабе Sn3 (узкоколейка с шириной колеи 3 фута (914 мм) в масштабе 1:64). Для своего проекта он создал фиктивную компанию Degulbeef and Cradding Railroad (D&C RR), эксплуатировавшую воображаемую руду минерала «craddonium». Проект миниатюрной сети D&C RR был остановлен в связи с возвращением Зелкина во Францию в 1991 году. С 1998 по 2015 год Александр Зелкин развивал новую миниатюрную сеть с теми же параметрами.
Его дочь Людмила Зелкин — исполнительница рэпа, известная под сценическим именем «Blondie B», живёт во Флориде.
Скончался А. Зелкин 3 декабря 2022 года.

## Дискография
- Sasha Zelkin, Sasha Sings Folk Songs Of Russia, 1965
- Alexandre Zelkine, Alexandre Zelkine, Capitol Records, 1966
- Alexandre Zelkine, Vol. 2, Capitol Records, 1967
- Alexander Zelkin, Alexander Zelkin Sings Meadowland and Other Russian Songs, Old and New, Smithsonian Folkways/Monitor Records, 1969, переиздан в 2004
- Alexander Zelkin, La Belle Province: Québec: French-Canadian Folk Songs, avec Denise Bérard, Smithsonian Folkways/Koch, 1970, переиздан в 2008[15]
- Alexandre Zelkine, Pessimiste, United Artists Records, 1973
- Alexandre Zelkine, L’otage, United Artists Records, 1974